# Tabdi
Tabdi è un comune dell'Ungheria di 1 196 abitanti (dati 2005). È situato nella contea di Bács-Kiskun.